# Жуан Лапорта
Жуа́н Лапо́рта (кат. Joan Laporta, [ʒuˈan łəˈpɔɾtə], часто зустрічається написання Хоа́н Лапо́рта; нар. 29 червня 1962, Барселона) — каталонський іспанський юрист, президент футбольного клубу «Барселона».

## Біографія
Жуан Лапорта має вчений ступінь у галузі права університету Барселони і є членом Колегії адвокатів Барселони. Окрім того, Лапорта є партнером-засновником і власником юридичної фірми «Лапорта & Арбос» і професором у галузі права факультету технічних архітекторів у Барселонському університеті. Також він був особистим радником японського консула в Барселоні. Одружений з Констанцією Ечеваррія (донькою бізнесмена Джона Ечеваррія, колишнього президента «Nissan Ibérica»), виховує трьох синів.

## Кар'єра в «Барселоні»
У 1998 році Лапорта очолює рух «Elefant Blau» («Блакитний слон»), який посилює супротив тодішньому президенту «Барселона» Луїса Хосепа Нуньєса. Після програних виборів на посаду президента «Барселони» у 2000 році, Лапорта створив робочу групу, з якої балотувався на виборах проти президента Жуана Гаспара. При цьому Лапорта вирішив сформувати свою власну кандидатуру, яка об'єднає молодих підприємців. Після відставки президента Гаспара в лютому 2003 року, тимчасовий президент Енрік Рейну 15 червня 2003 р. проводить вибори, де були отримані такі результати: Лапорта — 52,6 % голосів, Луїс Бассат — 31,8 %, Жорді Махо — 4,8 %. Таким чином, Лапорта став у свої 39 років четвертим молодим президентом в історії футбольного клубу «Барселона».
Програма команди Лапорти передбачала провести процеси демократизації й каталонізації клубу, при цьому діяти в жорсткій економії та прозорості в плані спілкування. Крім того, був оголошений ретельний фінансовий аудит, оприлюднене реальне економічне становище клубу, стали прийматися скарги на вчинені економічні злочини попереднього керівництва клубу. Що стосується спорту, то було обіцяно про купівлю великих зірок футболу (зокрема, Девіда Бекхема). На відміну від інших кандидатів (чий вік був близько 60 років), Лапорта виявив себе як майстер публічних виступів, які велися блискучою англійською або каталанською мовами й з залученням засобів масової інформації за що в пресі його прозвали «хлопчиком з покоління PowerPoint».

### Сезон 2003/2004
Одразу президент Лапорта починає займатися пошуком нової кандидатури тренера. Але якщо попередньо розглядався Гус Гіддінк, останній відхилив пропозицію «Барселони», тому що йому запропонували контракт менший, ніж він мав на ПСВ Ейндховен. У підсумку вибір припав на голландського тренера Франка Райкарда, попри те, що у нього був мінімальний досвід роботи як клубного тренера. Що стосується гравців, то тут Лапорта знизив купівлю футболістів до 12 й інвестував у цей процес € 44,4 млн: Роналдінью (€ 27 млн), Куарежма (€ 6 млн), Рафаель Маркес (€ 5 млн), Луїс Гарсія (€ 4 млн) і т. д.
У першому сезоні під керівництвом Лапорти, «Барселона» виграла кубок Каталонії й фінішувала другою в чемпіонаті Іспанії. Також протягом сезону збільшилася на 25.000 число членів клубу (Socios), і досягло тим самим 130,000 наприкінці 2004 року. З соціального погляду, одними з перших кроків було викорінення насильства, особливо в секторі фанатської групи «Boixos Nois», що спонукало серію образ та погроз з боку цих уболівальників. Також Лапорта отримав порцію критики за збільшення, в середньому на 40 %, цін на вхідні квитки.

### Сезон 2004/2005
Перед початком другого сезону, група управління, очолювана Лапортою і Россель, завершує чистку складу з 14 осіб: (Андерссон, Коку, Давідс, Клюйверт, Луїс Енріке, Луїс Гарсія, Оскар Лопес, Овермарса, Куарежма, Райцигер, Рюшту, Серхіо Сантамарія, Савіола, Серхіо Гарсія) і інвестує € 67,5 млн в придбання 9 гравців (Ето'о, Деку, Едмілсон, Жюлі, Беллетті, Сільвіньо, Ларссон, Максі Лопес і Деметріо Альбертіні). Футбольний сезон був дуже вдалим, клуб виграв кубок Каталонії, чемпіонат і Суперкубок Іспанії, за що клуб отримав високу оцінку більшості засобів масової інформації. Проте в єврокубках «Барселона» зазнала невдачі, покинув Лігу Чемпіонів на стадії чвертьфіналу, програвши в ньому англійському «Челсі».
Соціальний престиж Лапорти погіршився 9 липня через інцидент в аеропорту Ель-Прат-де-Барселона: металошукачі весь час показували наявність металевих виробів, тому Лапорта просто роздягнувся до трусів, що шокувало персонал аеропорту.

### Сезон 2005/2006
У сезоні 2005/2006 «Барселона» виграє другий титул чемпіона Іспанії, а також здобуває перемогу в Лізі чемпіонів, яка стала другою в історії клубу. Влітку 2006 року Жоан Лапорта був переобраний на другий президентський термін, тому що був єдиним, хто зібрав 1804 підпису, необхідних для участі у виборах.

### Сезон 2006/2007
2006/2007 сезон почався з ейфорії, що виявилася в унікальній можливості виграшу 7 титулів за сезон: Ліга Чемпіонів, чемпіонат країни, Кубок Іспанії, Суперкубок Іспанії, Суперкубок Європи, клубний чемпіонат світу і Кубок Каталонії. Початок сезону дійсно виявилося успішним: завоювання Суперкубка Іспанії в протистоянні з «Еспаньйолом», але потім приголомшливі дві поразки в Суперкубку Європи від «Севільї» і програш фінального матчу за трофей клубного чемпіонату світу «Інтернасьональ» з Порту-Алегрі. Остаточно ситуація погіршилася після поразки в Кубку Іспанії від «Хетафе» (перемога в першому матчі 5-2 і поразка у відповідному 4-0) і, як вирок, не завойований титул чемпіона країни («Барселона» посіла 2 місце, набравши однакову кількість очок з мадридським «Реалом»)

### Сезон 2007/2008
У сезоні 2007/2008 клуб зміцнили Тьєррі Анрі, Ерік Абідаль, Яя Туре і Габріель Міліто. Ключовим епізодом даного сезону стала домашня поразка від «Реал Мадрид» (0-1), після чого багато вболівальників вимагали його відставки. Ситуація ускладнилася тим, що «Барселона» так і не завоювала жодного титулу в цьому сезоні. Реакція з боку президента не змусила себе довго чекати, і після закінчення сезону в відставку був відправлений тренер Франк Райкаард, який передав свій пост Хосеп Гвардіола.

### Вибори президента Барселони (2021)
У 2020 році заявив про свою участь у виборах президента Барселони. 7 березня 2021 переміг на виборах з 58% і вдруге вступив на посаду президента Барселони.